# Cruriraja rugosa
Cruriraja rugosa é uma espécie de raia demersal marinha da família Gurgesiellidae, originalmente descrita por Bigelow & Schroeder em 1958. Encontra-se no Oceano Atlântico Ocidental Central, desde o Golfo do México e o Mar do Caribe até a Colômbia, com registros que também apontam para ocorrência em águas brasileiras, possivelmente incluindo trechos do litoral de Maranhão.

## Descrição morfológica
Apresenta um corpo em forma de losango em disco, com uma largura ligeiramente superior ao comprimento (aproximadamente 1,3 vezes), com extremidades anteriores da margem discal suavemente convexas e concavidade curta próximo ao focinho.
Com cerca de 12% do comprimento total, o focinho é moderadamente longo, bicudo e sustentado por cartilagem de suporte simples.
Na face dorsal, o disco é coberto por dentículos finos e uniformes, com exceção ao longo das bordas posteriores e da ponta do focinho. Na idade adulta, surgem espinhos no dorso, incluindo cerca de 47 espinhos médios alinhados do terço posterior do disco até a base da primeira nadadeira dorsal, além de uma fileira adicional de dentículos menores ao longo dos lados inferiores do dorso.
Com cerca de 57 a 58% do comprimento total, a nadadeira caudal é relativamente longa e apresenta pregas laterais bem desenvolvidas, duas nadadeiras dorsais médias, arredondadas próximas uma da outra (distância equivalente a cerca de 1/4 da base da 1ª nadadeira dorsal), e nadadeira caudal reduzida a um lobo superior pouco desenvolvido. A coloração geral do dorso varia entre um marrom uniforme com uma leve tonalidade azulada enquanto que a face ventral apresenta uma coloração mais pálida com nadadeiras dorsais e caudal exibindo tonalidades de marrom claro e uma mancha pálida na base da primeira nadadeira dorsal.
Em adultos, alcançam até 49 cm de comprimento no total.

## Distribuição e habitat
É uma espécie associada a fundos sedimentares, ou seja, macios, e de médias a grandes profundidades das quais variam entre os 286 aos 1 174 metros. A distribuição geográfica abrange o Atlântico Ocidental Central, desde o Golfo do México e Mar do Caribe até a costa da Colômbia e com registros eventuais no litoral brasileiro, possivelmente incluindo águas em torno do estado do Maranhão. Tem preferência em regiões de talude continental, onde o substrato é predominantemente lodosado ou lamacento.

## Biologia e ecologia

### Reprodução
É uma espécie ovípara da qual deposita ovos em formato de cápsulas córneas e com projeções em forma de chifres na casca. Até a eclosão, os embriões alimentam-se exclusivamente do vitelo contido na cápsula.

### Alimentação
A dieta é composta por invertebrados bentônicos e pequenos peixes demersais presentes no substrato lamoso. Dados específicos sobre composição dietética ainda são escassos, porém, com base em amostras de estômagos estudadas, sugere-se predomine de crustáceos decápodes e poliquetas.

### Comportamento
É típica de talude profunda e é pouco observada em mergulhos ou coletas em águas rasas. Tende em permanecer quase ou completamente enterrada no sedimento durante o dia, provavelmente tornando-se mais ativa à noite, quando parte em busca de presas. Ao habitar zonas de pesca pouco frequentes e se alimentar exclusivamente de organismos bentônicos, esta não representa perigo para os seres humanos.

## Estado de conservação
A IUCN classifica Cruriraja rugosa como Least Concern (LC, em português: pouco preocupante) desde 23 de junho de 2019, tendo como base estudos que apontam para uma população estável e a ausência de pesca direcionada a esta espécie, embora seja capturada em algumas pescarias demersais de grandes profundidades.

## Taxonomia e etimologia
A espécie foi formalmente descrita por Henry B. Bigelow e William C. Schroeder em 1958, com recurso a exemplares coletados no Golfo do México. Foi em 1948 que Bigelow & Schroeder estabeleceram o gênero Cruriraja, agrupando as raias-pernas (legskates), das quais caracterizam-se pelos seus membros pélvicos alongados semelhantes a pernas. O epíteto rugosa deriva do latim rugosus (rugoso, áspero), em referência à textura dos dentículos e espinhos presentes na face dorsal do disco.